# Coptodactyla monstrosa
Coptodactyla monstrosa là một loài bọ cánh cứng trong họ Bọ hung (Scarabaeidae).